# Caracu

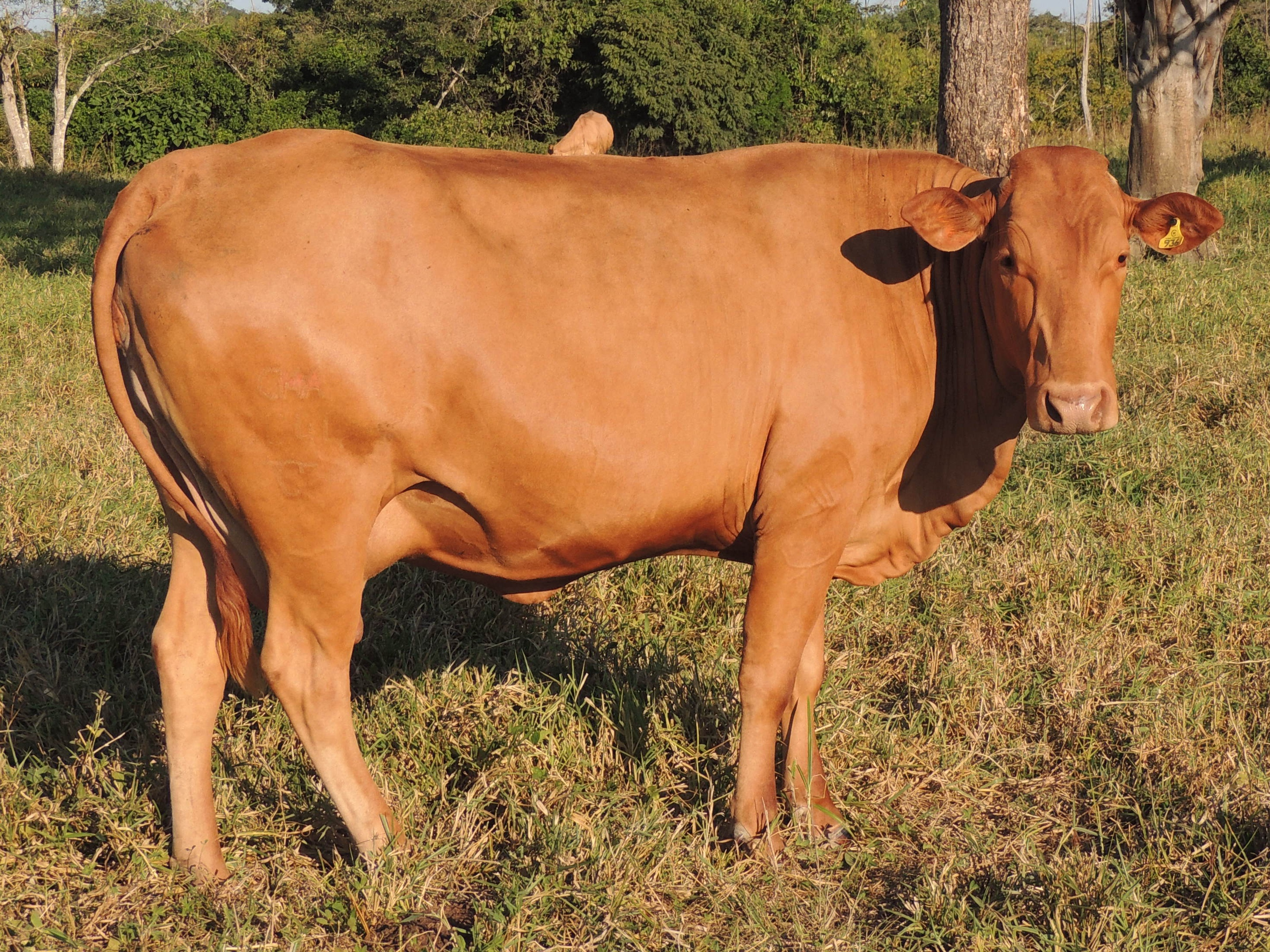
Vaca Caracu

Caracu é uma raça bovina brasileira, que se caracteriza pelo temperamento dócil, alta longevidade e rusticidade, criada em todo o território brasileiro. Além da variedade Padrão, com chifres, há também a variedade Mocha. Os animais possuem pelos curtos, finos e lisos e a pelagem varia desde o baio, baio amarelo, laranja e vermelho. Existem linhagens especializadas na produção de carne e, também, linhagens de dupla aptidão (carne e leite). Vem sendo muito utilizada no cruzamento com outras raças taurinas e zebuínas, no Brasil e em outros países da América Latina, para produção de animais rústicos, pesados e com carne macia e saborosa. As fêmeas são precoces sexualmente, parem com facilidade e apresentam alta habilidade materna. Quando adultas, pesam entre 450 kg e 650 kg. Os touros adultos pesam entre 800 kg e 1.000 kg e apresentam características funcionais excepcionais para a monta natural a campo, tais como alta rusticidade, com bons aprumos, prepúcio curto e alta libido, mesmo nas regiões mais quentes do Brasil. Um touro adulto cobre com facilidade 50 fêmeas durante a estação de monta.[carece de fontes?]

## Origem da raça
O Caracu é a mais antiga e representativa raça crioula do Brasil. Descende de bovinos taurinos trazidos da Península Ibérica desde o início da colonização. Diversas raças portuguesas do tipo aquitânico ou turdetano contribuíram para a formação do Caracu, com destaque para as raças Alentejana, Galega e Mirandesa. Os registros históricos apontam que a primeira introdução foi em 1534 na Capitania de São Vicente, no estado de São Paulo, por Martim Afonso de Souza, donatário da capitania. Os animais foram trazidos da Ilha da Madeira e Cabo Verde, junto com escravos, para serem utilizados como animais de tração. Posteriormente, foram introduzidos na Bahia e demais estados da região Nordeste. Após quase 500 anos de Brasil, o Caracu está totalmente adaptado às diversas condições do ambiente tropical brasileiro, sendo considerado patrimônio da pecuária nacional.[carece de fontes?]

## Caracu Mocho
A raça crioula Mocho Nacional teve origem nos estados de Goiás, São Paulo e Minas Gerais, como resultado de cruzamentos entre os bovinos crioulos do Brasil e reprodutores mochos importados da Inglaterra, no início do século XX. Com o tempo, o sangue exótico foi diluído, porém o caráter mocho, por ser dominante na maioria dos casos, manteve-se ao longo das gerações. Devido à sua grande semelhança com a raça Caracu, a partir da década de 1990 os animais da raça Mocho Nacional começaram a ser registrados pela Associação Brasileira de Criadores de Caracu (ABCCaracu) como uma variedade Mocha da raça Caracu. Antes disso, animais da raça Mocho Nacional contribuíram para a formação de raças zebuínas mochas (Tabapuã, Gir Mocho e Nelore Mocho). Outras raças crioulas da América do Sul, como o Romosinuano, também contribuíram para a formação do Caracu Mocho. Atualmente, existem vários criadores de Caracu Mocho no Brasil.[carece de fontes?]